# Doły Piekarskie
Doły Piekarskie, polsky celým názvem Zespół przyrodniczo-krajobrazowy „Doły Piekarskie“ a česky přírodně-krajinný komplex Doły Piekarskie, je velmi členité chráněné území v části Piekary Rudne města Tarnowskie Góry (Tarnovské Hory) v okrese Tarnovské Hory ve Slezském vojvodství v jižním Polsku. Geograficky se nachází v hrástu Garb Tarnogórski, který je součástí vysočiny Wyżyna Śląska (Slezská vysočina).

## Historie a popis
Přírodně kajinný komplex Doły Piekarskie na jihu hraničí s chráněným územím Suchogórski Labirynt Skalny a společně jsou propojeny lesními cestami a stezkami a také červenou turistickou trasou. Nachází se zde také naučná stezka Ścieżka przyrodniczo-dydaktyczna po zespole przyrodniczo-krajobrazowym „Doły Piekarskie“. Nejvyšším geografickým bodem je Sucha Góra (352 m n. m.) s historicky významným geodetickým bodem Trockenberg, která se nachází na jižní hranici oblasti Doły Piekarskie.
Ve střední části se nachází jezírko s cenným biotopem.
V minulosti se zde těžil vápenec, dolomit, limonit a galenit. Řízená povrchová důlní činnost, která je doložena od roku 1890 do počátku 20. století, již není přímo patrná, protože svahovitý terén s roklinami je zarostený lesy a zasypaný zeminou. Jen místně lze vidět výchozy skal. Pro potřeby těžby zde bývala úzkorozchodná železnice a horní partie se využívaly pro potřeby zemědělství. Počátkem 60. let dvacátého století byly některé části uměle zalesněny a zbytek zalesnění vznikl přirozenou ekologickou sukcesí.
Ke konci 2. světové války byla v oblasti vybudovaná německá obranná linie B-2 táhnoucí se od města Siewierz po vesnici Miedary. Součástí obranné linie byly také malé železobetonové vojenské bunkry, jejichž trosky lze na několika místech nalézt.
Přírodně krajinný komplex byl založen dne 4. října 2006 za účelem ochrany přírodního biotopu.

## Další informace
Oblast je celoročně volně přístupná.

## Galerie

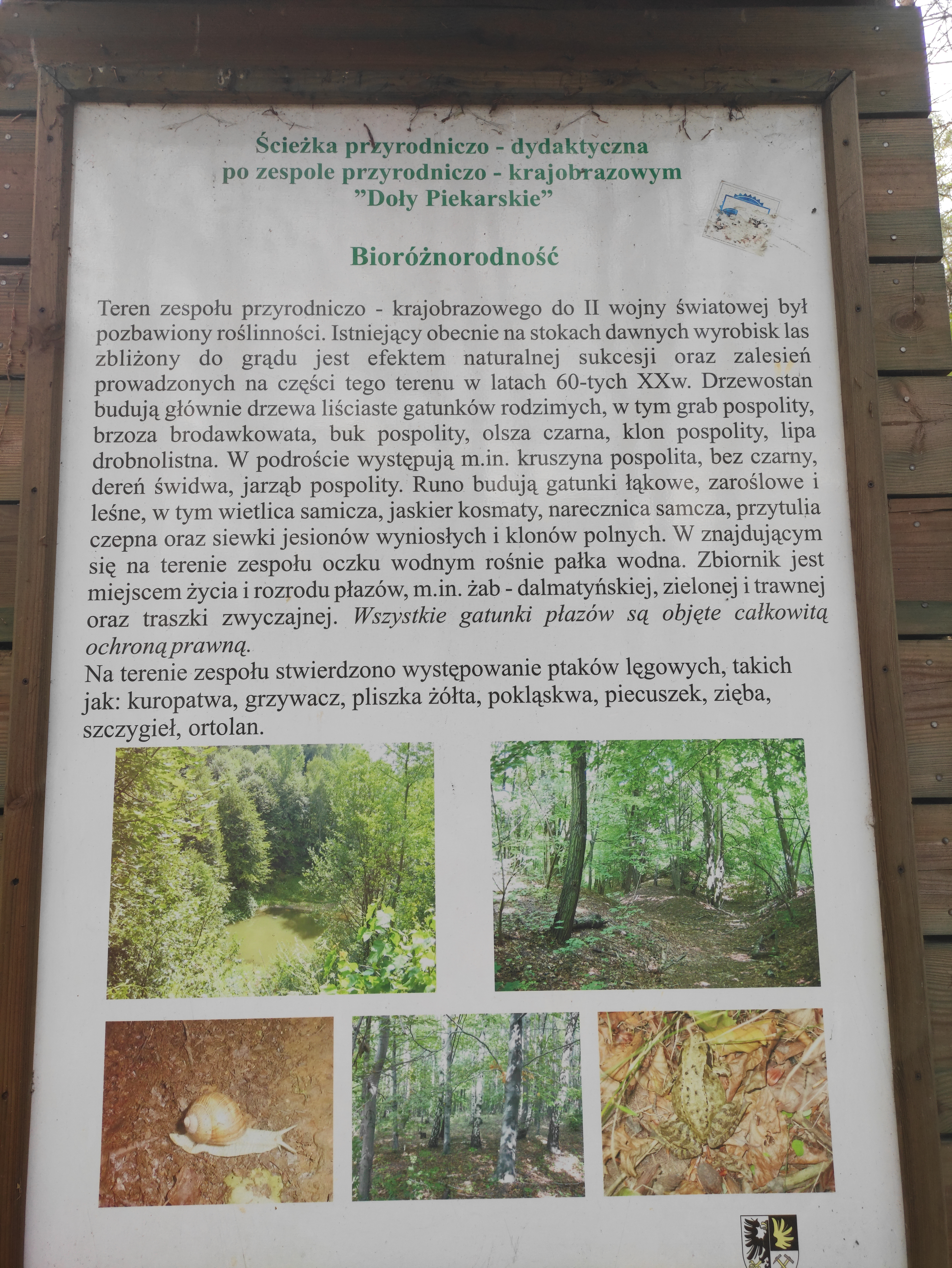
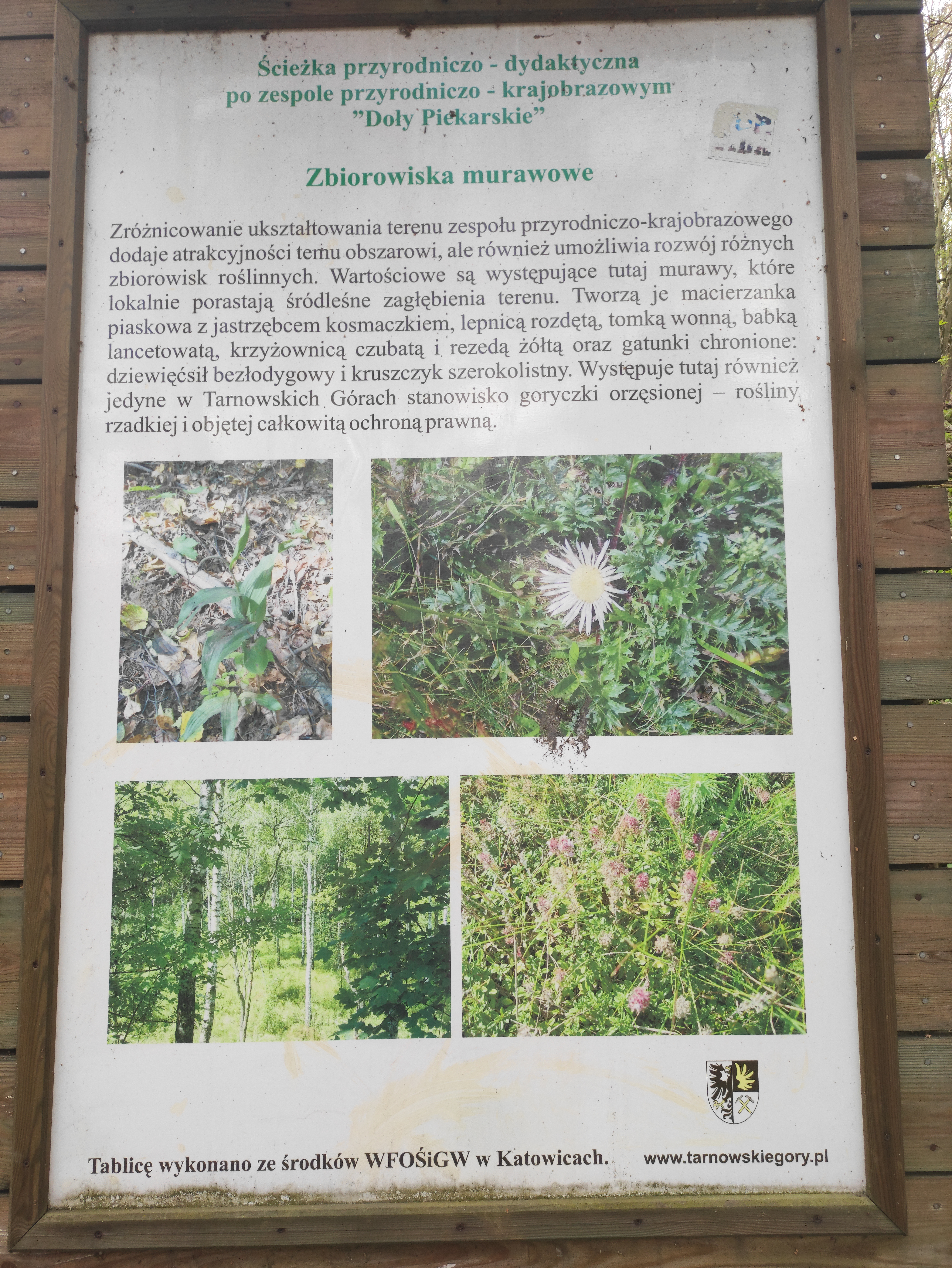
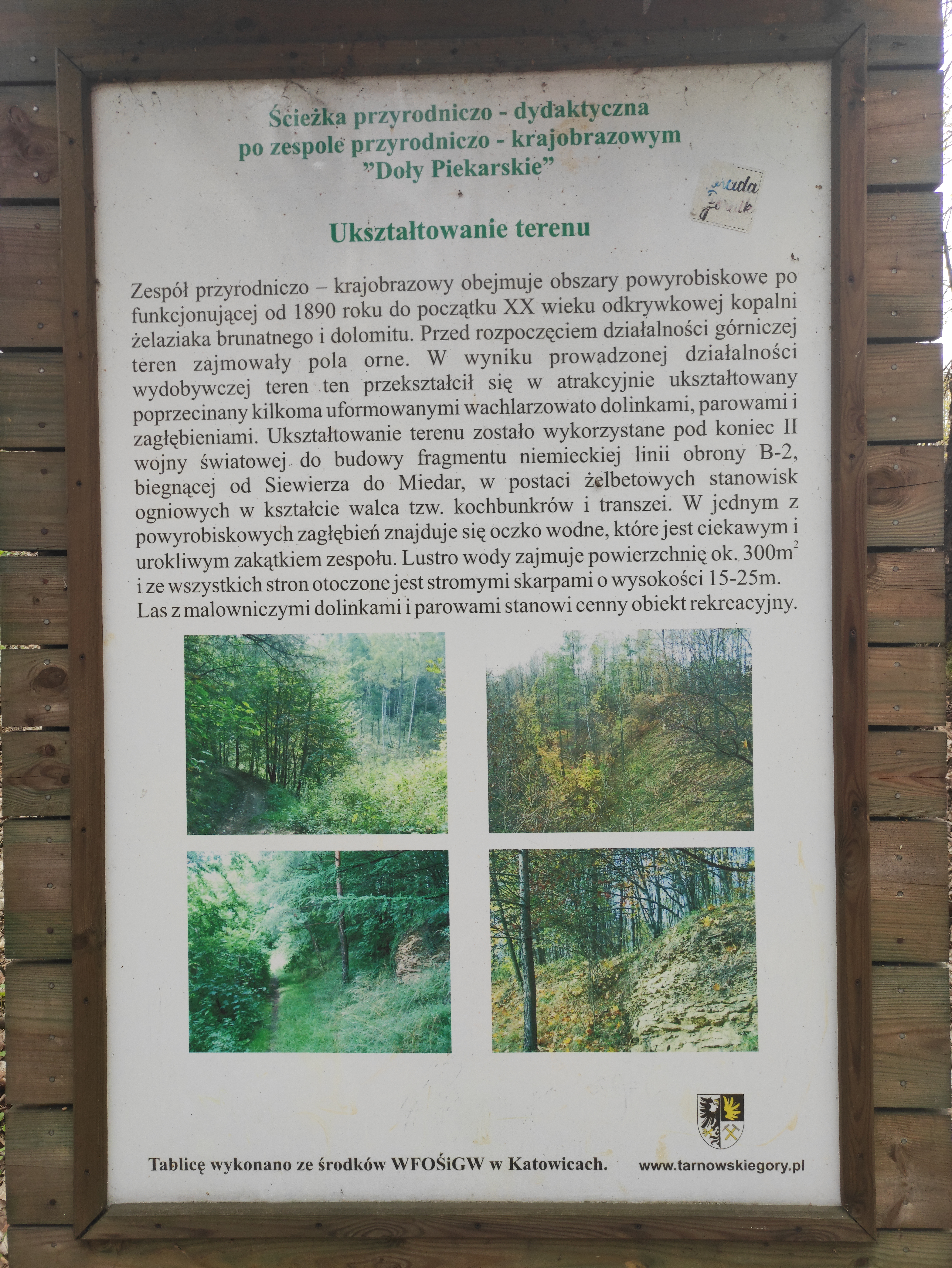
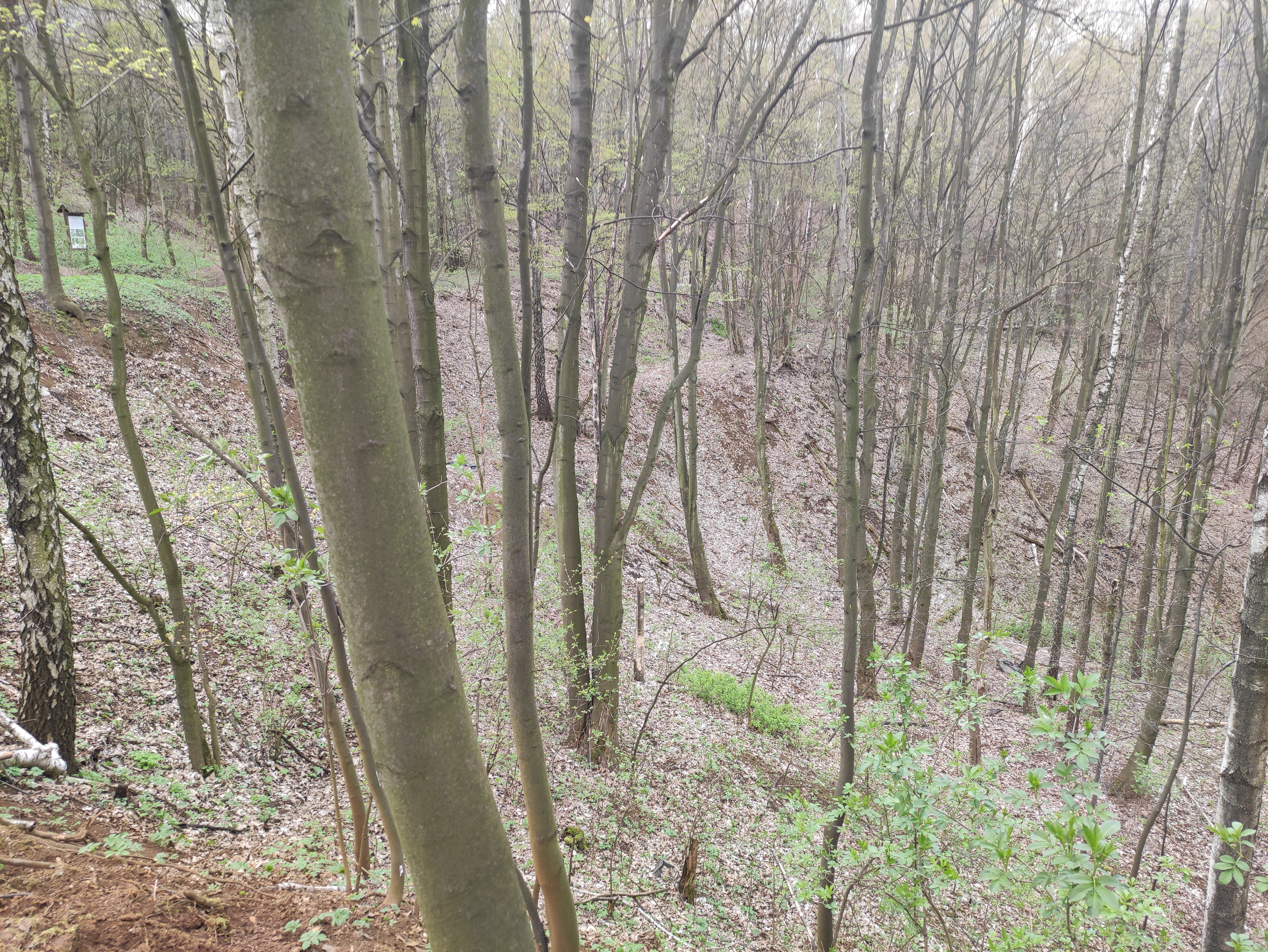
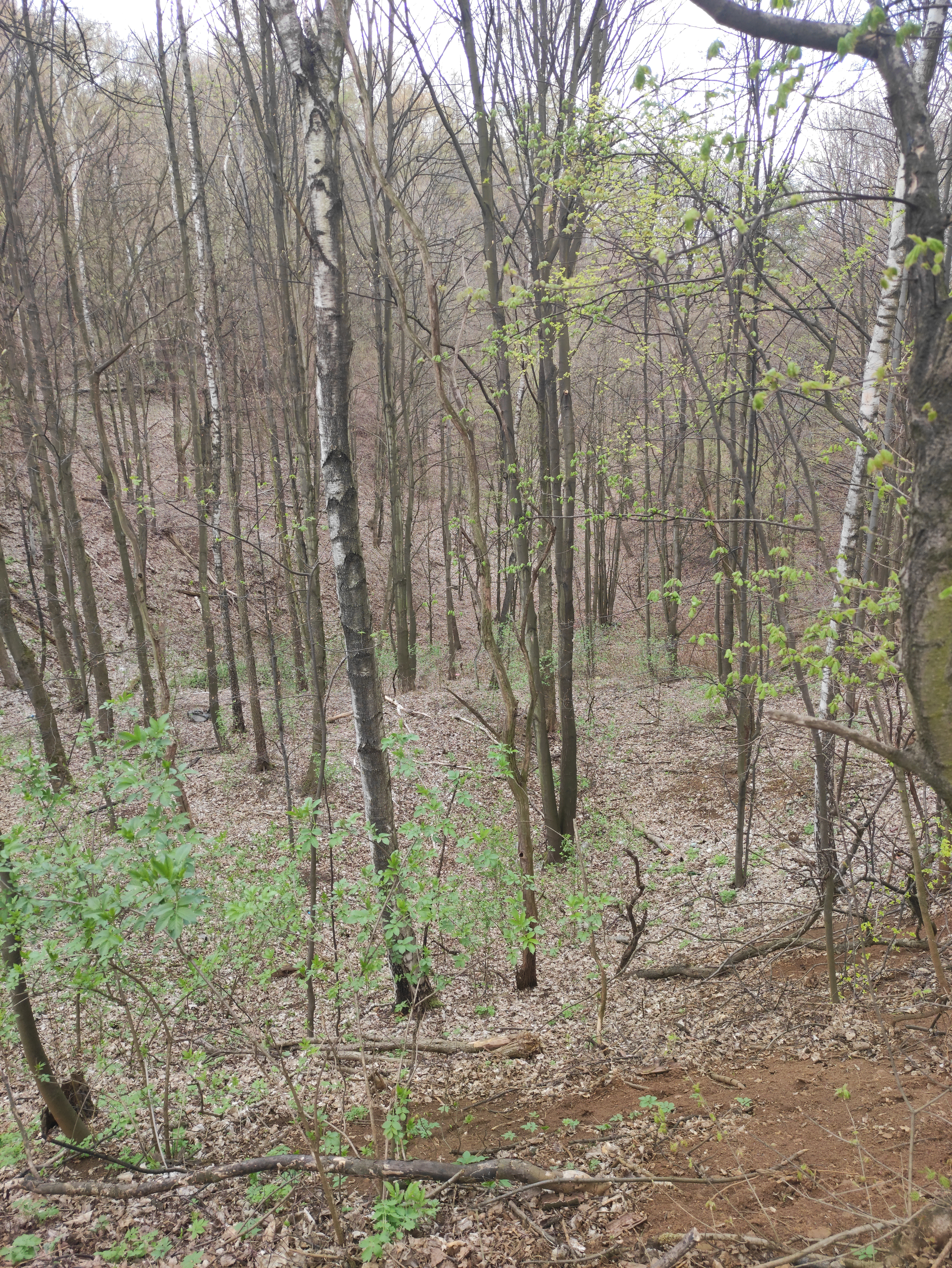
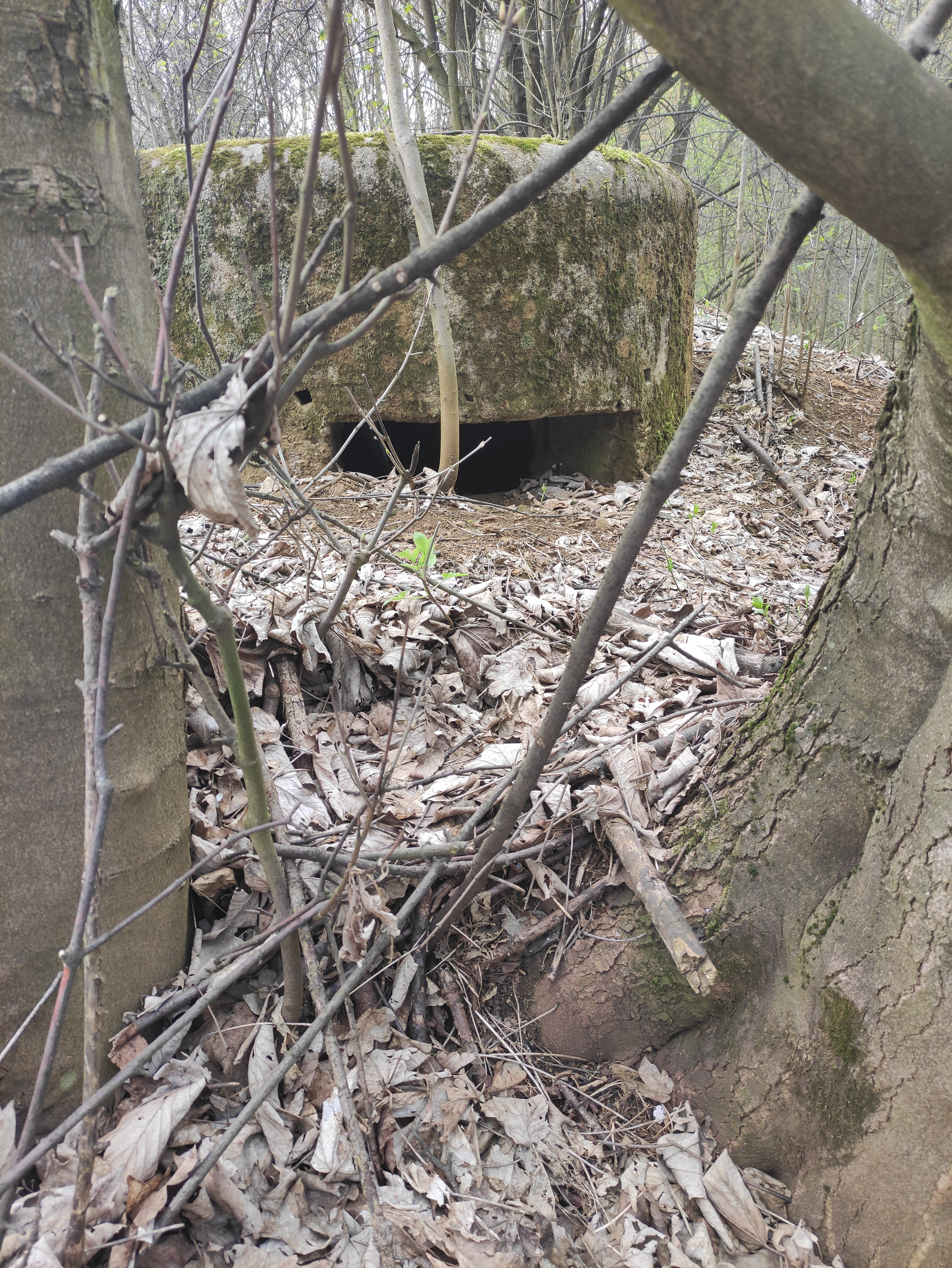
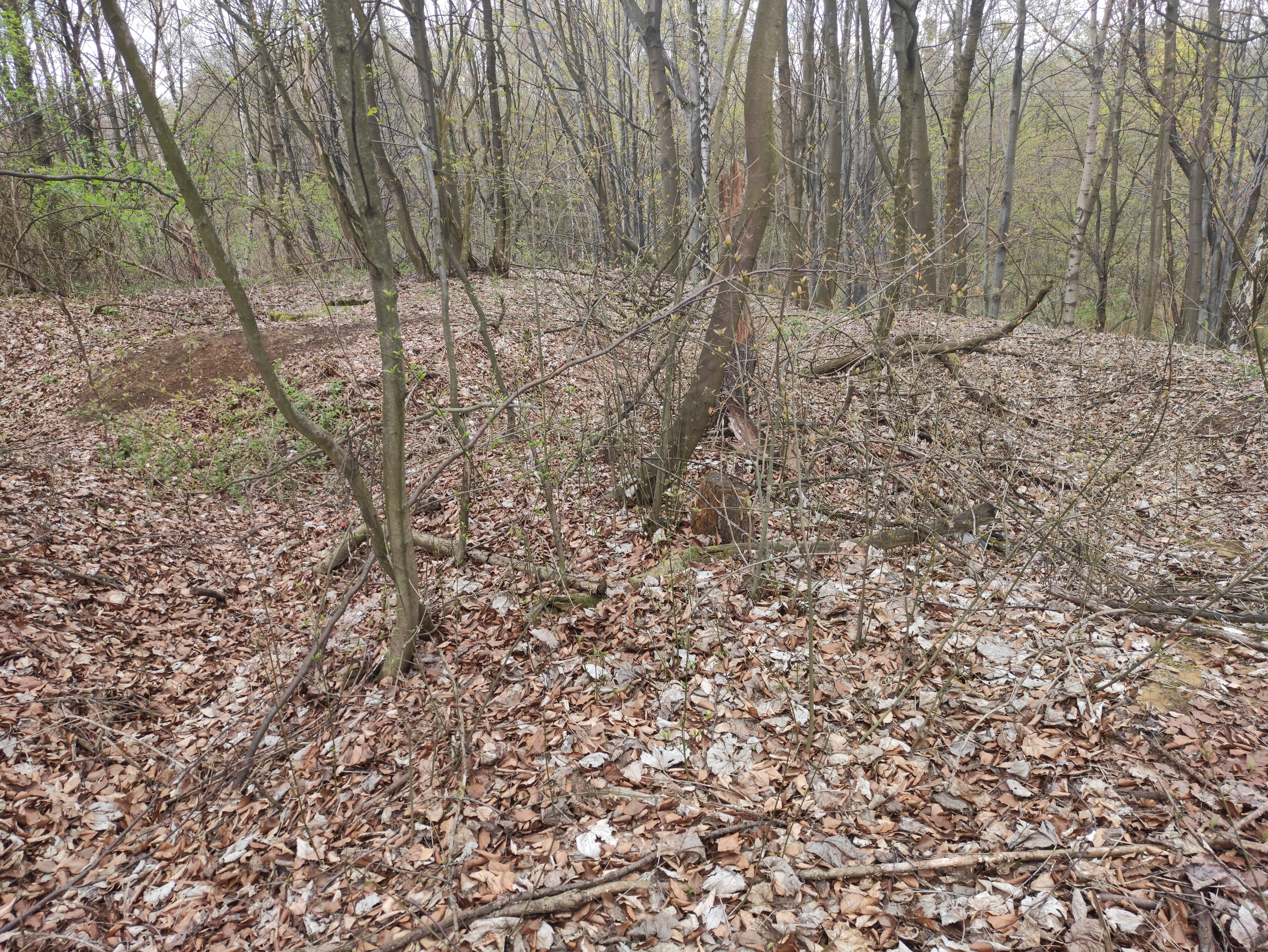
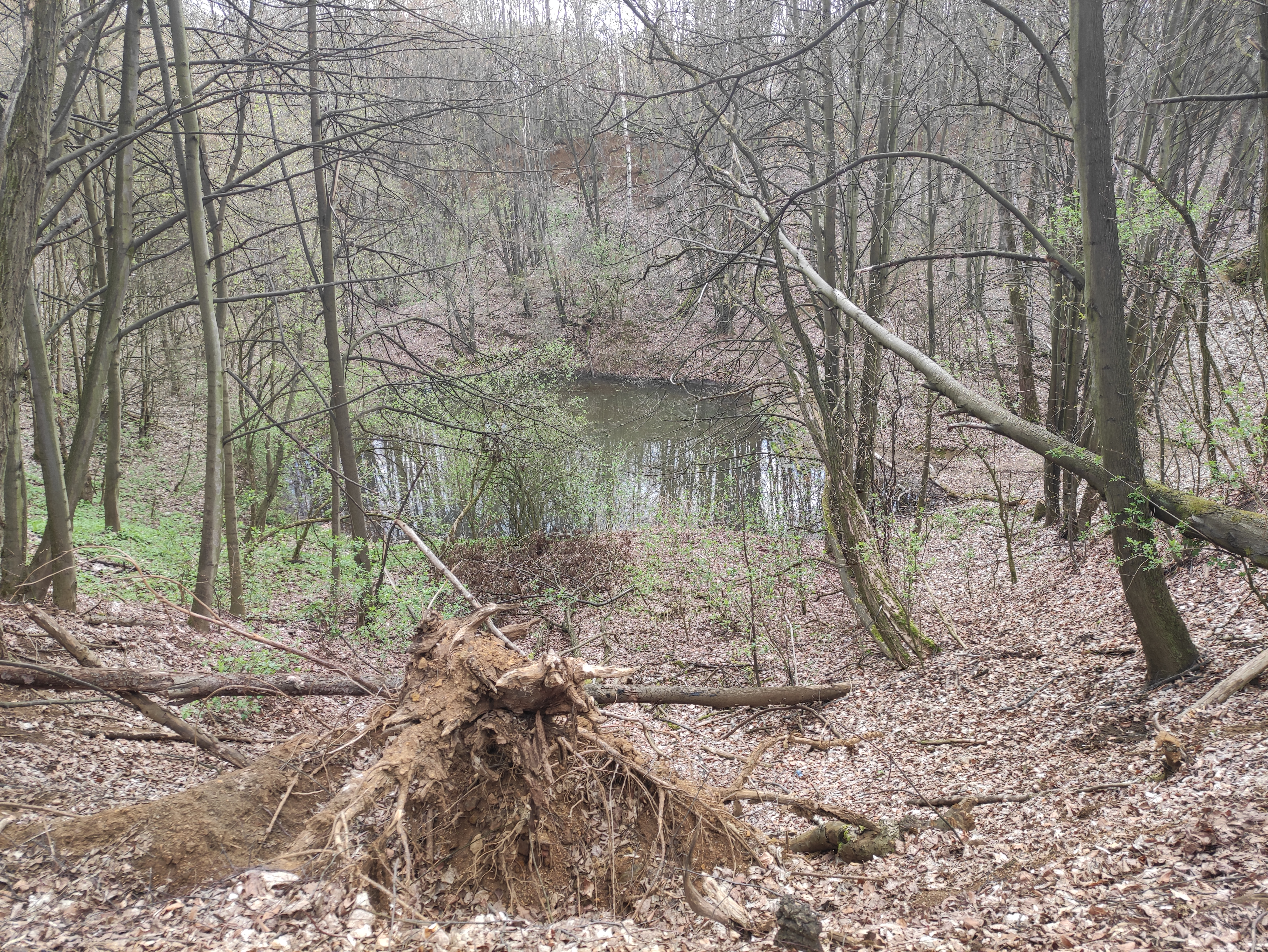
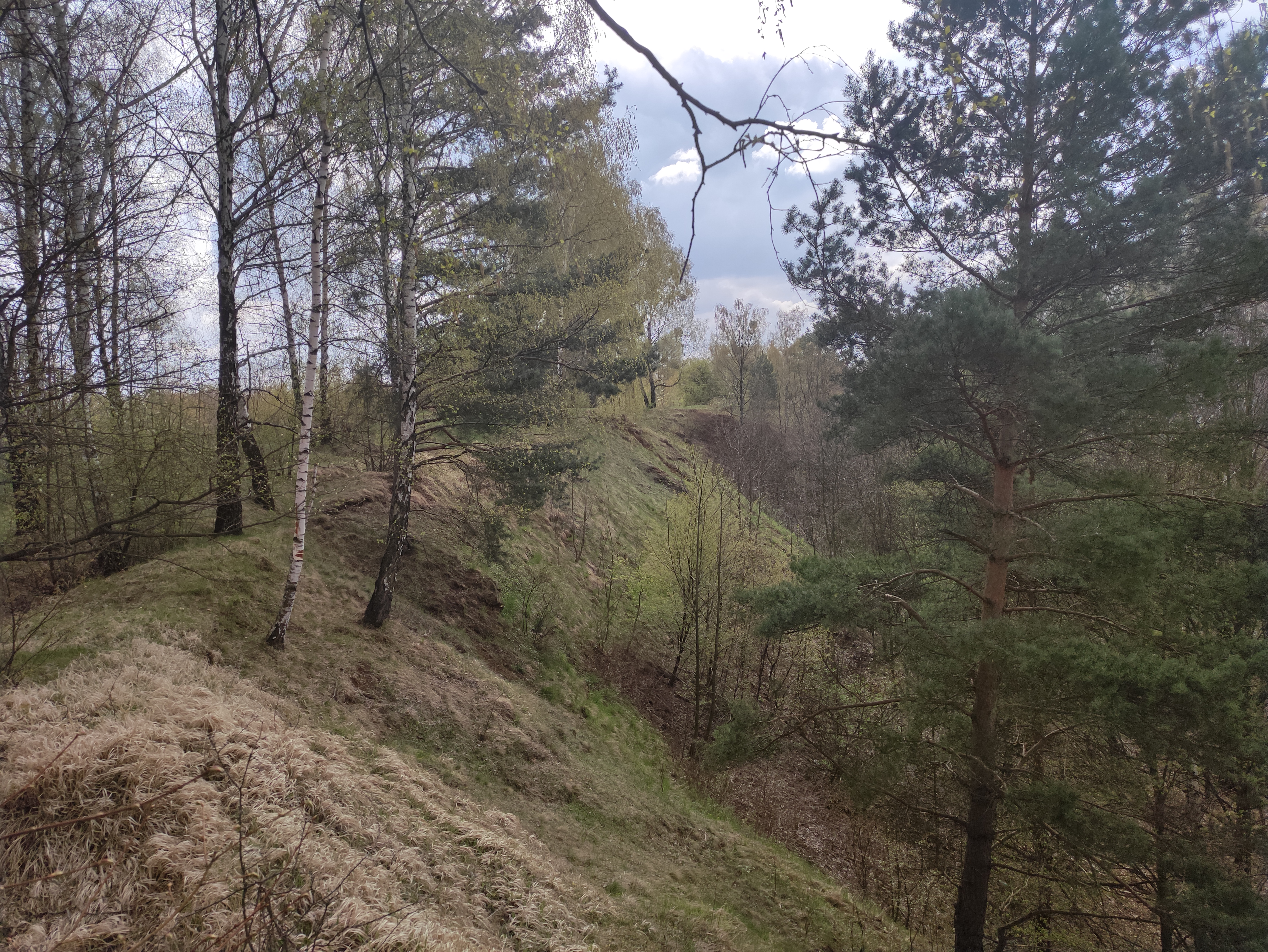
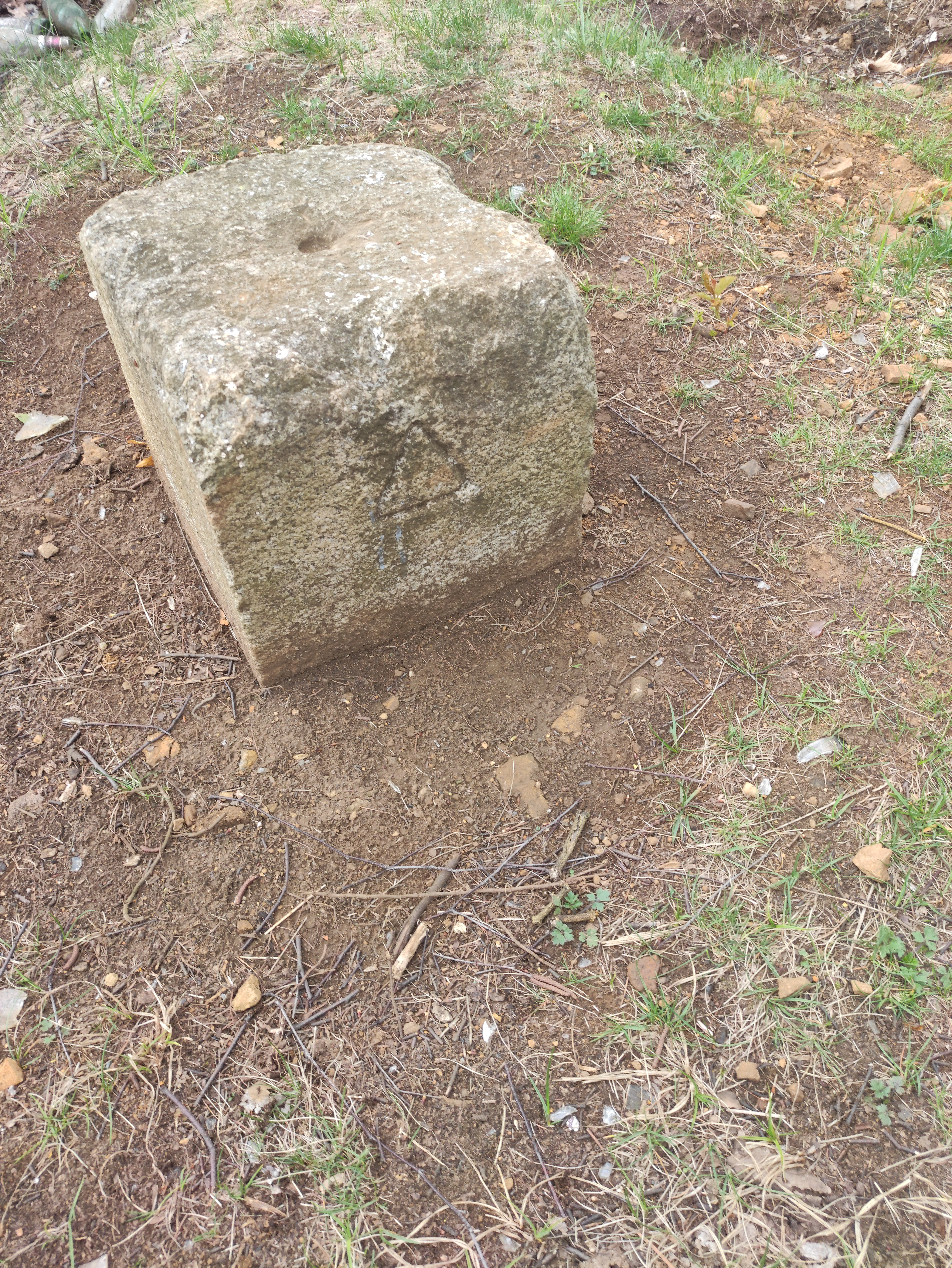
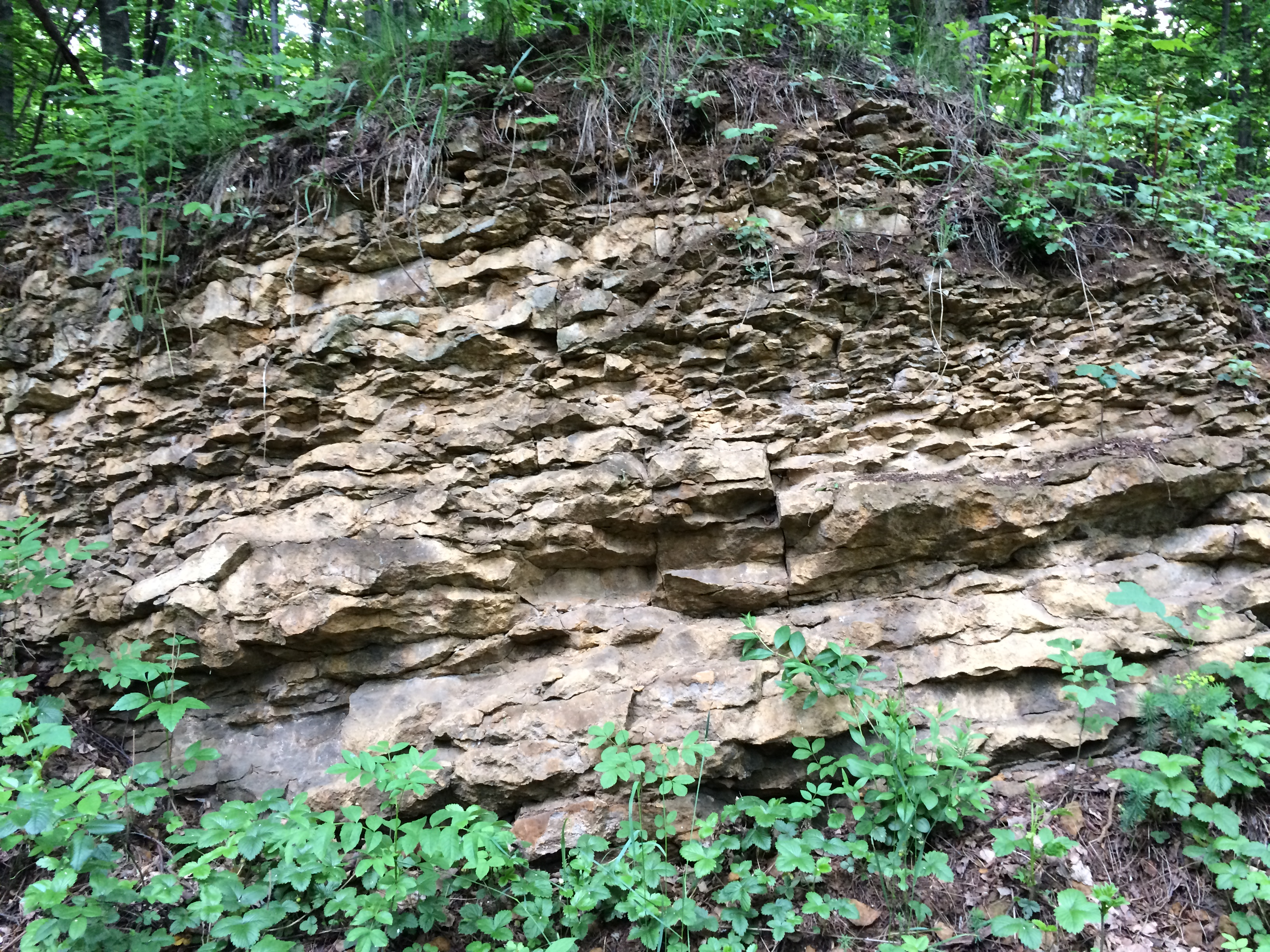